# Perscheloribates luzonensis
Perscheloribates luzonensis är en kvalsterart som beskrevs av Corpuz-Raros 1980. Perscheloribates luzonensis ingår i släktet Perscheloribates och familjen Scheloribatidae. Inga underarter finns listade i Catalogue of Life.